# Biloskirka (Hraboveț), Ternopil
Biloskirka (în ucraineană Білоскірка) este un sat în comuna Hraboveț din raionul Ternopil, regiunea Ternopil, Ucraina.

## Demografie
Componența lingvistică a localității Biloskirka
     Ucraineană (100%)
Conform recensământului din 2001, toată populația localității Biloskirka era vorbitoare de ucraineană (100%).